# Miss Arab World
Miss Arab Monde ou Miss Monde Arabe (Arabe: ملكة جمال العالم العربي), est un concours de beauté crée en 2006 donné à la gagnante de l’élection du Monde arabe.
Ce titre est remporté par Sherin Hosni en 2018.

## Gagnantes exclues
Le titre de la première édition de Miss Monde Arabe a été remporté en 2006 par la Tunisienne Amira Ben Youssef, exclue après quelques jours au profit de la première dauphine irakienne Claudia Hanna en raison de sa violation des termes du contrat avec la société organisatrice.
En 2015, la Marocaine Salma Zakmout remporte le titre Miss Monde Arabe mais est exclue cinq mois plus tard en faveur de la première dauphine tunisienne Yasmine Dakoumi à cause de son mariage, lequel constitue une violation au règlement de la société organisatrice qui demande à la gagnante de rester célibataire pendant un an afin de remplir les tâches de sa fonction.

## Palmarès
| année | Miss Beauté Arabe | pays            |
| ----- | ----------------- | --------------- |
| 2006  | Klodia Hanna      | Irak            |
| 2007  | Wafa Yacoub       | Bahreïn         |
| 2008  | Non décerné       | Non décerné     |
| 2009  | Mawadda Nour      | Arabie saoudite |
| 2010  | Rim El Tounsi     | Tunisie         |
| 2011  | Non décerné       | Non décerné     |
| 2012  | Nadine Fahad      | Syrie           |
| 2013  | Maryam Morgan     | Égypte          |
| 2014  | Chorouk Chelouati | Maroc           |
| 2015  | Yasmine Dakoumi   | Tunisie         |
| 2016  | Nisrine Noubir    | Maroc           |
| 2017  | Souhir Ghadhab    | Tunisie         |
| 2018  | Sherin Hosni      | Maroc           |
| 2019  | Samara Yahia      | Algérie         |
| 2020  | Ilham El Makhfi   | Maroc           |

### Par pays
| pays            | Classement | année                  |
| --------------- | ---------- | ---------------------- |
| Maroc           | 4          | 2014, 2016, 2018, 2020 |
| Tunisie         | 3          | 2010, 2015, 2017       |
| Iraq            | 1          | 2006                   |
| Syrie           | 1          | 2012                   |
| Égypte          | 1          | 2013                   |
| Bahreïn         | 1          | 2007                   |
| Arabie saoudite | 1          | 2009                   |
| Algérie         | 1          | 2019                   |